# Wechselsack

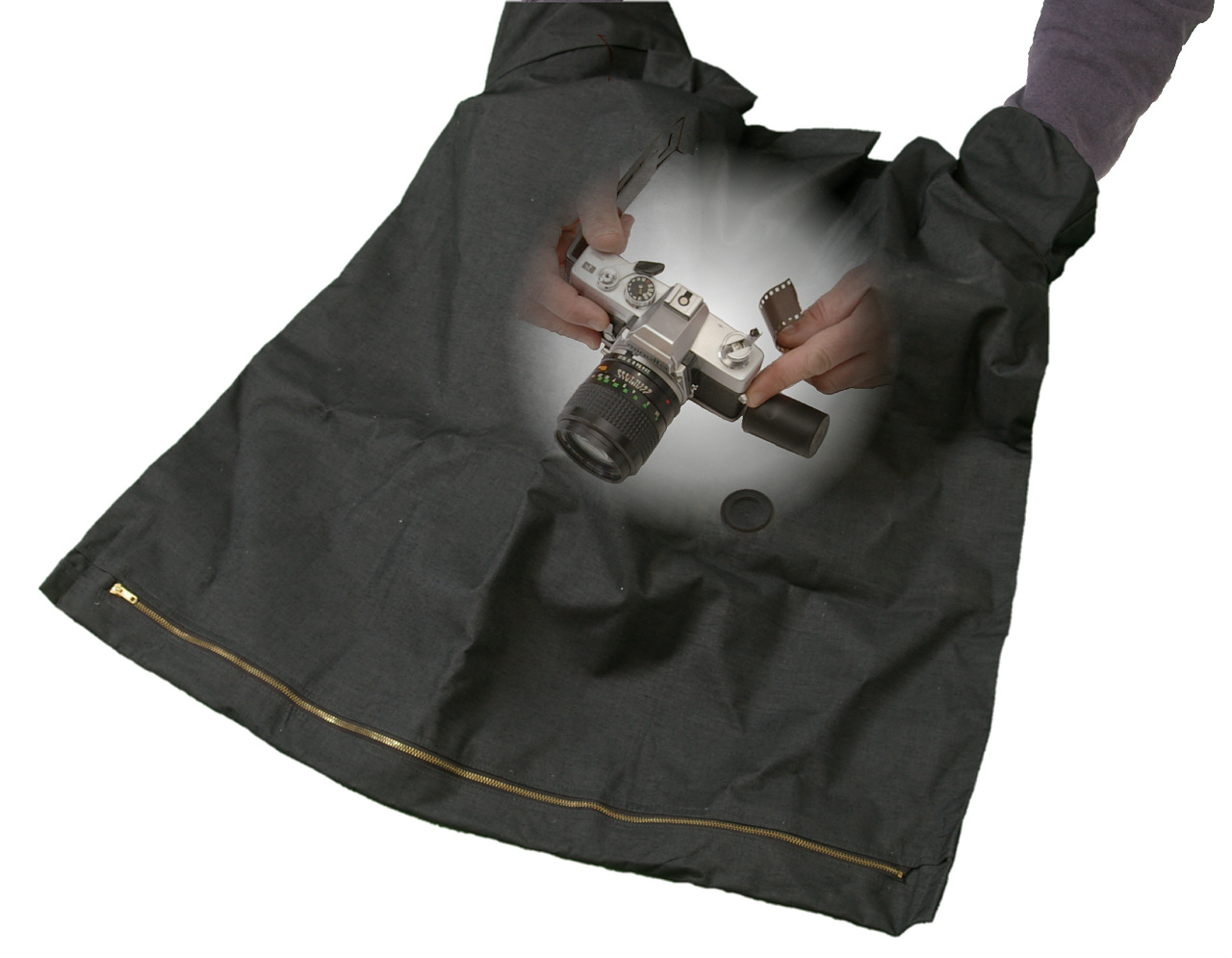
Wechselsack, hier in einer Fotomontage mit geöffneter Kleinbildkamera dargestellt

In der Fotografie ist ein Wechselsack ein geräumiger, lichtdichter, meist doppelwandiger Stoffsack mit ebenfalls lichtdichten Eingriffsöffnungen. Damit kann auch bei Umgebungslicht mit lichtempfindlichem Material hantiert werden. Anwendungsbeispiele sind:
- Die Entnahme eines teilbelichteten Filmes aus der Kamera, beispielsweise wenn durch einen Filmriss oder einen defekten Transportmechanismus ein Rückspulen in die Filmpatrone nicht mehr möglich ist.
- Das Laden von Planfilmen in die Filmkassette einer Fachkamera.
- Die Beschickung einer Entwicklungsdose vor der Bearbeitung im Labor.